# Lucia Bacchi
Lucia Bacchi (ur. 4 stycznia 1981 roku w Casalmaggiore) – włoska siatkarka, grająca na pozycji przyjmującej. Od sezonu 2017/2018 występuje w drużynie Olimpia Teodora Rawenna.

## Sukcesy klubowe
Liga Mistrzyń:
- 2009, 2016

Mistrzostwo Włoch:
- 2009, 2010

Superpuchar Włoch:
- 2015

Klubowe Mistrzostwa Świata:
- 2016

## Sukcesy reprezentacyjne
Igrzyska Śródziemnomorskie:
- 2009